# Armand Marrast

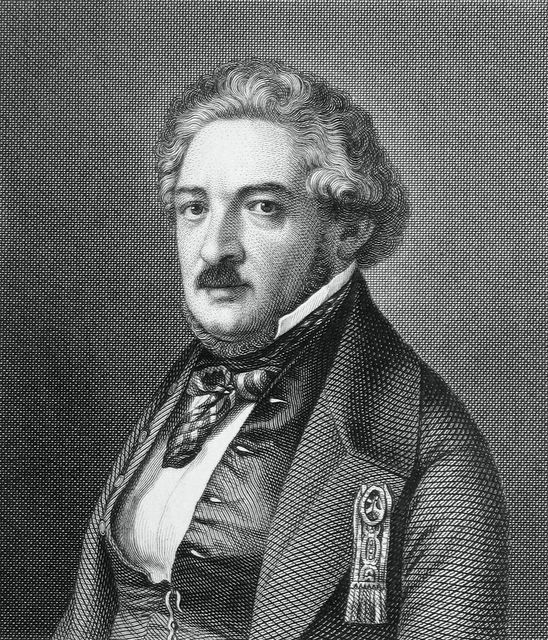
Armand Marrast

Armand Marrast (* 5. Juni 1801 in Saint-Gaudens; † 10. März 1852 in Paris) war ein französischer Journalist.

## Leben und Werk
Marrast wurde 1801 im südfranzösischen Saint-Gaudens geboren. Er wurde sehr früh Lehrer der Beredsamkeit am Collège zu Orthez und ging 1827 nach Paris, wo er als Journalist auftrat.
An der Julirevolution 1830 nahm er teil und wurde sodann Oberredakteur der Tribune, einem der republikanischen Partei. In den Aprilprozess von 1834 verwickelt, floh er 1835 aus dem Gefängnis nach London, wo er mit Jacques François Dupont de Bussac die unvollendet gebliebenen Fastes de la révolution francaise (1835) herausgab.
Infolge der Amnestie von 1838 nach Frankreich zurückgekehrt, übernahm er die oberste Leitung des Le National und wurde im Februar 1848 Mitglied der provisorischen Regierung und im März Maire von Paris.
In der Konstituierenden Versammlung, für die er von vier Départements gewählt worden war, führte er vom Juli 1848 bis Mai 1849 das Präsidium und hatte den größten Anteil an dem Zustandekommen der neuen republikanischen Verfassung. Darauf trat er ins Privatleben zurück und starb 1852.